# Winter X Games XXVII
Winter X Games XXVII (X Games Aspen 2023) blev afholdt fra d. 27. januar til d. 29. januar 2023 i Aspen, Colorado, USA.

## Medaljeoversigt

### Ski

#### Mænd
| Disciplin    | Guld            | Sølv          | Bronze          |
| ------------ | --------------- | ------------- | --------------- |
| Big Air      | Mac Forehand    | Teal Harle    | Birk Ruud       |
| Slopestyle   | Colby Stevenson | Mac Forehand  | Ferdinand Dahl  |
| SuperPipe    | David Wise      | Birk Irving   | Jon Sallinen    |
| Knuckle Huck | Jesper Tjäder   | Matěj Švancer | Colby Stevenson |

#### Kvinder
| Disciplin  | Guld         | Sølv             | Bronze      |
| ---------- | ------------ | ---------------- | ----------- |
| Big Air    | Megan Oldham | Tess Ledeux      | Kirsty Muir |
| Slopestyle | Megan Oldham | Mathilde Gremaud | Kirsty Muir |
| SuperPipe  | Zoe Atkin    | Rachael Karker   | Svea Irving |

### Snowboard

#### Mænd
| Disciplin    | Guld             | Sølv             | Bronze           |
| ------------ | ---------------- | ---------------- | ---------------- |
| Big Air      | Marcus Kleveland | Takeru Otsuka    | Yiming Su        |
| Slopestyle   | Mark McMorris    | Marcus Kleveland | Mons Røisland    |
| SuperPipe    | Scotty James     | Jan Scherrer     | Valentino Guseli |
| Knuckle Huck | Marcus Kleveland | Halldor Helgason | Dusty Henricksen |

#### Kvinder
| Disciplin  | Guld                 | Sølv                 | Bronze        |
| ---------- | -------------------- | -------------------- | ------------- |
| Big Air    | Reira Iwabuchi       | Zoi Sadowski-Synnott | Laurie Blouin |
| Slopestyle | Zoi Sadowski-Synnott | Tess Coady           | Kokomo Murase |
| SuperPipe  | Gaon Choi            | Maddie Mastro        | Xuetong Cai   |